# Jane Wairimu
Jane Wacu Wairimu est une joueuse kényane de volley-ball née le 24 mars 1985 à Nyeri.

## Biographie
Elle fait partie de l'équipe du Kenya féminine de volley-ball.
Elle participe au Championnat du monde féminin de volley-ball 2010 et à la Coupe du monde 2015, avec laquelle elle participe au championnat du monde 2018,.
Elle remporte la médaille d'or des Jeux africains de 2019.

## Clubs
- 2005–2006  Kenya Pipeline
- 2007–2013  Kenya Prisons
- 2014–2017  VBC Chamalières
- 2017-2018  Kenya Prisons